# Netlight Consulting
Netlight Consulting är ett IT-konsultföretag inom digitalisering. Företaget har kontor i Stockholm, München, Hamburg, Berlin, Oslo, Helsingfors, Zürich, Köpenhamn, Frankfurt am Main, Amsterdam, Köln och Toronto. År 2015 och 2016 utsågs Netlight Consulting till Sveriges bästa arbetsgivare i Universums medarbetarundersökning. Efter 18 år klev Erik Ringertz (Han utsågs till årets VD 2016) av som VD för bolaget 2021. En ny ledningsstruktur innebar att två personer skulle dela på rollen som VD. Han efterträddes av Katri Junna och Felix Sprick.
År 2021 köptes 10 procent av bolaget av Neqst. Samtidigt värderas Netlight till 5,5 miljarder kronor.